# Параліч Белла
Параліч Белла — неврит лицевого нерва; ідіопатична, найросповсюдженіша форма параліча лицевого нерва. Він зустрічається приблизно у 23 осіб на 100 000 щорічно або у однієї людини на 60—70 протягом всього життя. Патогенез захворювання невідомий. Іноді при аутопсії знаходили тільки неспецифічні зміни зі сторони лицевого нерва, які, проте, не були запальними, якими їх звикли вважати.
Названий на честь Чарлза Белла, шотландського фізіолога XIX сторіччя.

## Клінічні прояви
Параліч Белла починається раптово, максимальної виразності слабкість, як правило, досягає через 48 годин. За 1-2 дні до розвитку паралічу пацієнт може відчувати болі позаду вуха. Іноді втрачається смакова чутливість і присутня гіперакузія. У деяких хворих виявляють легкий плеоцитоз. До 80 % хворих одужують протягом декількох тижнів або місяців. Электроміографічні ознаки денервації після 10 днів свідчать про аксональну дегенерацію і про те, що регенерація настає з тривалим запізненням і може виявитися неповною. Електроміографія допомагає диференціювати тимчасовий дефект провідності від анатомічної перерви ходу нервових волокон. Якщо протягом першого тижня хвороби у пацієнта діагностують неповний параліч, це служить сприятливою прогностичною ознакою.

## Лікування
Показані заходи оберігання очей під час сну, масаж ослаблених м'язів і шина, що перешкоджає опусканню нижній частині обличчя. Може виявитися ефективним курс преднізона, який починають з щоденного призначення 60-80 мг у перші 5 днів. В наступні 5 днів дозу препарату поступово знижують. Рекомендується хірургічна декомпресія лицьового нерва в його каналі, проте даних на користь ефективності цього методу немає. Більше того, його вплив може виявитися згубним.